# Salticus peckhamae
Salticus peckhamae là một loài nhện trong họ Salticidae.
Loài này thuộc chi Salticus. Salticus peckhamae được Cockerell miêu tả năm 1897.